# Brioude
Brioude (/bʁi.jud/ ) est une commune française située dans le département de la Haute-Loire (dont elle est une sous-préfecture), en région Auvergne-Rhône-Alpes.
Ses habitants sont appelés les Brivadois.
Avec 6 523 habitants en 2022, Brioude est la quatrième ville la plus peuplée du département, derrière Le Puy-en-Velay, Monistrol-sur-Loire et Yssingeaux.

## Géographie

### Localisation
| Brioude Paulhac (3,1 km) Fontannes (3,1 km) Lamothe (3,6 km) Vieille-Brioude (3,8 km) Saint-Laurent-Chabreuges (4,0 km) Beaumont (4,0 km) |

La commune de Brioude se trouve dans le département de la Haute-Loire, en région Auvergne-Rhône-Alpes.
Elle se situe à 58 km par la route du Puy-en-Velay, préfecture du département.
Les communes les plus proches sont :
Paulhac (2,9 km), Fontannes (3,2 km), Vieille-Brioude (3,5 km), Saint-Laurent-Chabreuges (3,8 km), Lamothe (3,8 km), Beaumont (4,0 km), Cohade (4,9 km), Lavaudieu (6,5 km).

### Géologie et relief
Capitale du Brivadois, la ville est située, à plus de 400 mètres d'altitude, dans une petite Limagne qui porte son nom. À l'est, les monts du Livradois surplombent la plaine tandis qu'au sud et à l'ouest commence la Margeride. Surnommée « Brioude la Douce » depuis Sidoine Apollinaire, au Ve siècle, la ville, attractive et commerçante, est la capitale du Brivadois.
L'altitude moyenne de la commune est de 518 m.

### Climat
Pour des articles plus généraux, voir Climat d'Auvergne-Rhône-Alpes et Climat de la Haute-Loire.
En 2010, le climat de la commune est de type climat océanique altéré, selon une étude du Centre national de la recherche scientifique s'appuyant sur une série de données couvrant la période 1971-2000. En 2020, Météo-France publie une typologie des climats de la France métropolitaine dans laquelle la commune est exposée à un climat de montagne ou de marges de montagne et est dans la région climatique Nord-est du Massif Central, caractérisée par une pluviométrie annuelle de 800 à 1 200 mm, bien répartie dans l’année.
Pour la période 1971-2000, la température annuelle moyenne est de 10,9 °C, avec une amplitude thermique annuelle de 16,6 °C. Le cumul annuel moyen de précipitations est de 608 mm, avec 7,1 jours de précipitations en janvier et 6,1 jours en juillet. Pour la période 1991-2020, la température moyenne annuelle observée sur la station météorologique de Météo-France la plus proche, « Fontannes », sur la commune de Fontannes à 3 km à vol d'oiseau, est de 11,4 °C et le cumul annuel moyen de précipitations est de 611,9 mm,. Pour l'avenir, les paramètres climatiques de la commune estimés pour 2050 selon différents scénarios d'émission de gaz à effet de serre sont consultables sur un site dédié publié par Météo-France en novembre 2022.
| Mois                                  | jan.            | fév.             | mars           | avril         | mai           | juin          | jui.         | août           | sep.            | oct.            | nov.             | déc.           | année      |
| ------------------------------------- | --------------- | ---------------- | -------------- | ------------- | ------------- | ------------- | ------------ | -------------- | --------------- | --------------- | ---------------- | -------------- | ---------- |
| Température minimale moyenne (°C)     | −0,7            | −0,8             | 1,1            | 3,3           | 7,3           | 10,9          | 12,5         | 12,2           | 8,9             | 6,8             | 2,8              | 0,1            | 5,4        |
| Température moyenne (°C)              | 3,5             | 4,2              | 7,3            | 9,9           | 14            | 17,9          | 20,1         | 20             | 15,9            | 12,3            | 7,3              | 4,2            | 11,4       |
| Température maximale moyenne (°C)     | 7,7             | 9,2              | 13,4           | 16,5          | 20,7          | 24,8          | 27,8         | 27,8           | 22,9            | 17,8            | 11,8             | 8,4            | 17,4       |
| Record de froid (°C) date du record   | −17,1 30.01.05  | −16,3 13.02.1999 | −17,2 01.03.05 | −8,9 08.04.03 | −2,5 06.05.02 | 0,8 03.06.06  | 2,8 17.07.00 | 1,2 29.08.1998 | −1,3 08.09.1996 | −8,8 31.10.1997 | −11,9 22.11.1998 | −14,5 30.12.05 | −17,2 2005 |
| Record de chaleur (°C) date du record | 20,7 05.01.1999 | 23,2 18.02.1998  | 27,1 17.03.04  | 29,5 30.04.05 | 35,5 22.05.22 | 40,9 28.06.19 | 40 07.07.15  | 40,2 23.08.23  | 36,6 05.09.23   | 32,8 02.10.23   | 26,3 08.11.15    | 20,2 31.12.21  | 40,9 2019  |
| Précipitations (mm)                   | 29,9            | 25,4             | 30             | 52,2          | 73,5          | 63,7          | 63,2         | 63,7           | 63,6            | 61,1            | 54,1             | 31,5           | 611,9      |

### Hydrographie
L'Allier est le cours d'eau majeur qui borde la commune à l'est.

## Urbanisme

### Typologie
Au 1er janvier 2024, Brioude est catégorisée petite ville, selon la nouvelle grille communale de densité à sept niveaux définie par l'Insee en 2022.
Elle appartient à l'unité urbaine de Brioude, une agglomération intra-départementale regroupant trois  communes, dont elle est ville-centre,,. Par ailleurs la commune fait partie de l'aire d'attraction de Brioude, dont elle est la commune-centre,. Cette aire, qui regroupe 39 communes, est catégorisée dans les aires de moins de 50 000 habitants,.

### Occupation des sols
L'occupation des sols de la commune, telle qu'elle ressort de la base de données européenne d’occupation biophysique des sols Corine Land Cover (CLC), est marquée par l'importance des territoires agricoles (58,2 % en 2018), en diminution par rapport à 1990 (63,7 %). La répartition détaillée en 2018 est la suivante :
terres arables (38,8 %), zones urbanisées (30 %), prairies (17,2 %), forêts (4,7 %), zones industrielles ou commerciales et réseaux de communication (4,6 %), mines, décharges et chantiers (2,5 %), zones agricoles hétérogènes (2,2 %).
L'évolution de l’occupation des sols de la commune et de ses infrastructures peut être observée sur les différentes représentations cartographiques du territoire : la carte de Cassini (XVIIIe siècle), la carte d'état-major (1820-1866) et les cartes ou photos aériennes de l'IGN pour la période actuelle (1950 à aujourd'hui).

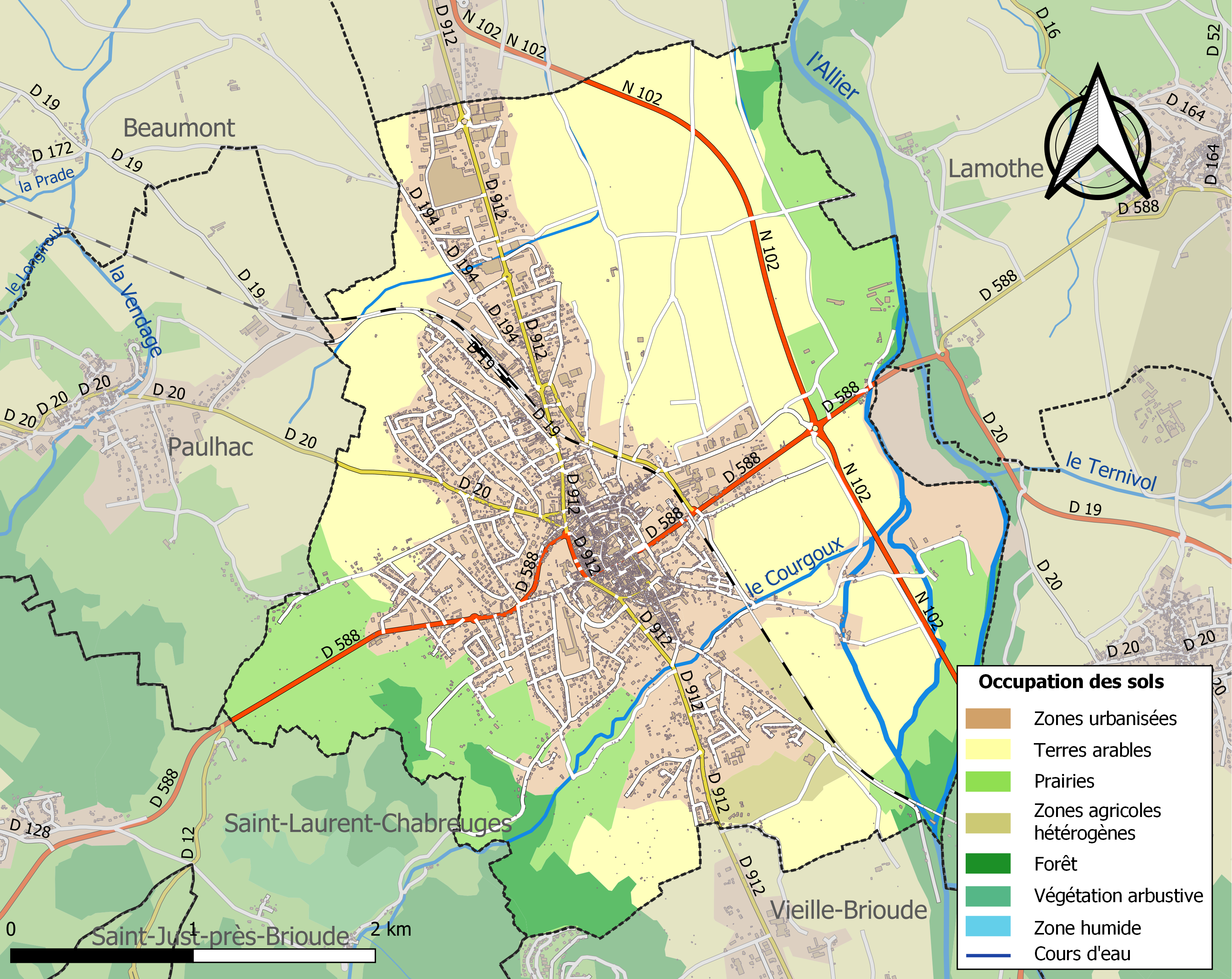
Carte des infrastructures et de l'occupation des sols de la commune en 2018 (CLC).
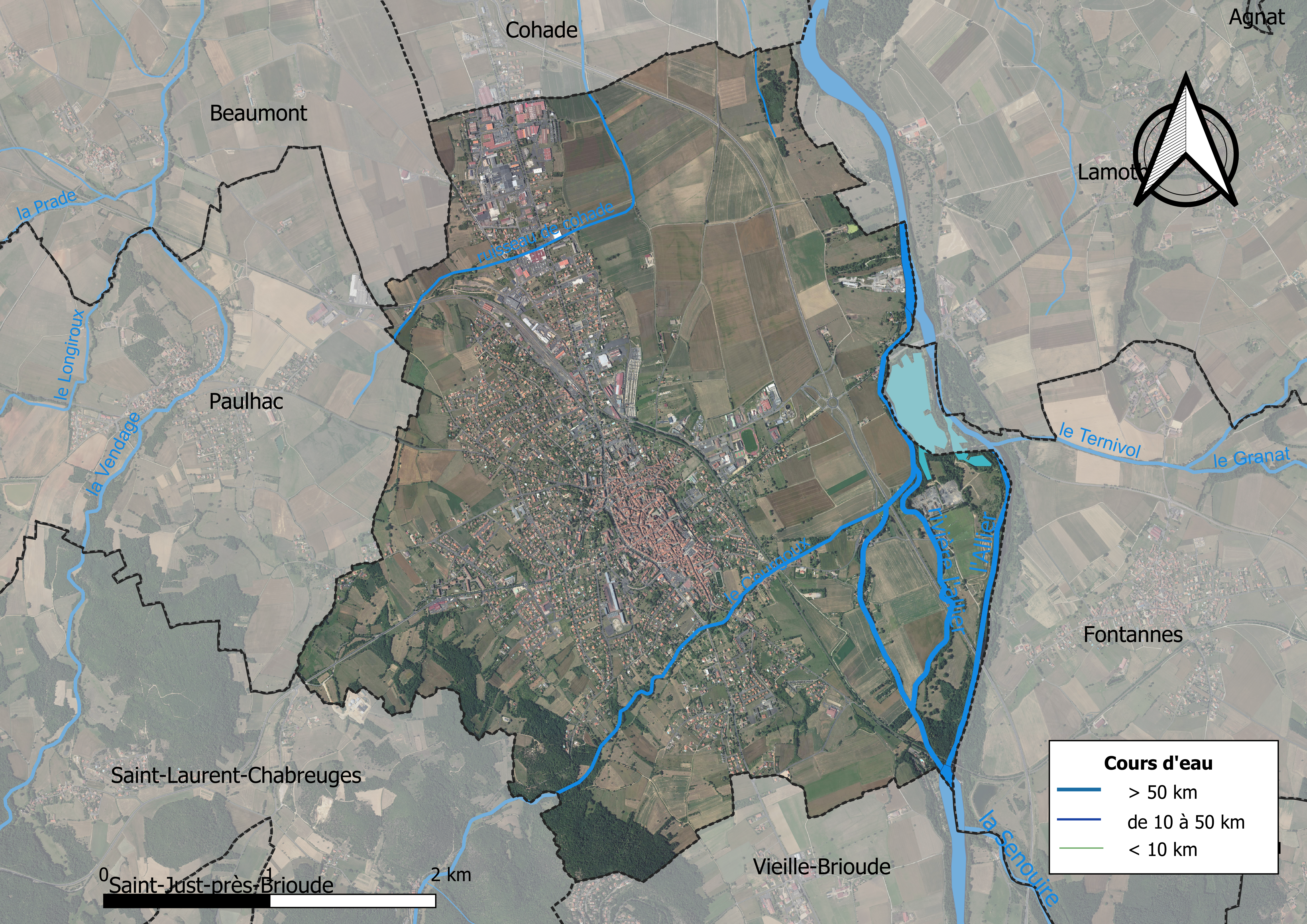
Carte orthophotographique de la commune.

### Morphologie urbaine

#### Quartiers
- Centre Historique (centre et est)
- Le Courgoux (sud-ouest)
- Le Reclus (nord- ZA/ZI)
- Gare (nord-ouest)
- La Borie Darles (ouest)
- La Bageasse (sud- à vocation touristique)
- La Poudrière (sud-direction Vieille-Brioude)

#### Voies et places
| 256 odonymes recensés à Brioude au 4 novembre 2014 | 256 odonymes recensés à Brioude au 4 novembre 2014 | 256 odonymes recensés à Brioude au 4 novembre 2014 | 256 odonymes recensés à Brioude au 4 novembre 2014 | 256 odonymes recensés à Brioude au 4 novembre 2014 | 256 odonymes recensés à Brioude au 4 novembre 2014 | 256 odonymes recensés à Brioude au 4 novembre 2014 | 256 odonymes recensés à Brioude au 4 novembre 2014 | 256 odonymes recensés à Brioude au 4 novembre 2014 | 256 odonymes recensés à Brioude au 4 novembre 2014 | 256 odonymes recensés à Brioude au 4 novembre 2014 | 256 odonymes recensés à Brioude au 4 novembre 2014 | 256 odonymes recensés à Brioude au 4 novembre 2014 | 256 odonymes recensés à Brioude au 4 novembre 2014 | 256 odonymes recensés à Brioude au 4 novembre 2014 | 256 odonymes recensés à Brioude au 4 novembre 2014 | 256 odonymes recensés à Brioude au 4 novembre 2014 | 256 odonymes recensés à Brioude au 4 novembre 2014 | 256 odonymes recensés à Brioude au 4 novembre 2014 |
| Allée                                              | Ave.                                               | Bld                                                | Chemin                                             | Cité                                               | Imp.                                               | Montée                                             | Pass.                                              | Place                                              | Pont                                               | Quai                                               | Rd-point                                           | Route                                              | Rue                                                | Ruelle                                             | Sentier                                            | Square                                             | Autres                                             | Total                                              |
| -------------------------------------------------- | -------------------------------------------------- | -------------------------------------------------- | -------------------------------------------------- | -------------------------------------------------- | -------------------------------------------------- | -------------------------------------------------- | -------------------------------------------------- | -------------------------------------------------- | -------------------------------------------------- | -------------------------------------------------- | -------------------------------------------------- | -------------------------------------------------- | -------------------------------------------------- | -------------------------------------------------- | -------------------------------------------------- | -------------------------------------------------- | -------------------------------------------------- | -------------------------------------------------- |
| 5                                                  | 16                                                 | 4                                                  | 10                                                 | 0                                                  | 19                                                 | 1                                                  | 0                                                  | 24                                                 | 0                                                  | 0                                                  | 0                                                  | 4                                                  | 166                                                | 0                                                  | 0                                                  | 0                                                  | 7                                                  | 256                                                |
| Notes « N »                                        | Notes « N »                                        | 1. 2. 3. 4. 5. 6.                                  | 1. 2. 3. 4. 5. 6.                                  | 1. 2. 3. 4. 5. 6.                                  | 1. 2. 3. 4. 5. 6.                                  | 1. 2. 3. 4. 5. 6.                                  | 1. 2. 3. 4. 5. 6.                                  | 1. 2. 3. 4. 5. 6.                                  | 1. 2. 3. 4. 5. 6.                                  | 1. 2. 3. 4. 5. 6.                                  | 1. 2. 3. 4. 5. 6.                                  | 1. 2. 3. 4. 5. 6.                                  | 1. 2. 3. 4. 5. 6.                                  | 1. 2. 3. 4. 5. 6.                                  | 1. 2. 3. 4. 5. 6.                                  | 1. 2. 3. 4. 5. 6.                                  | 1. 2. 3. 4. 5. 6.                                  | 1. 2. 3. 4. 5. 6.                                  |
| Sources : rue-ville.info & OpenStreetMap           |                                                    |                                                    |                                                    |                                                    |                                                    |                                                    |                                                    |                                                    |                                                    |                                                    |                                                    |                                                    |                                                    |                                                    |                                                    |                                                    |                                                    |                                                    |

### Habitat et logement
En 2018, le nombre total de logements dans la commune était de 4 434, alors qu'il était de 4 420 en 2013 et de 4 323 en 2008.
Parmi ces logements, 76,9 % étaient des résidences principales, 5,3 % des résidences secondaires et 17,8 % des logements vacants. Ces logements étaient pour 57,6 % d'entre eux des maisons individuelles et pour 42,3 % des appartements.
Le tableau ci-dessous présente la typologie des logements à Brioude en 2018 en comparaison avec celle de la Haute-Loire et de la France entière. Une caractéristique marquante du parc de logements est ainsi une proportion de résidences secondaires et logements occasionnels (5,3 %) inférieure à celle du département (16,1 %) et à celle de la France entière (9,7 %). Concernant le statut d'occupation de ces logements, 52,1 % des habitants de la commune sont propriétaires de leur logement (52,7 % en 2013), contre 70 % pour la Haute-Loire et 57,5 pour la France entière.
| Typologie                                               | Brioude | Haute-Loire | France entière |
| ------------------------------------------------------- | ------- | ----------- | -------------- |
| Résidences principales (en %)                           | 76,9    | 71,5        | 82,1           |
| Résidences secondaires et logements occasionnels (en %) | 5,3     | 16,1        | 9,7            |
| Logements vacants (en %)                                | 17,8    | 12,4        | 8,2            |

### Voies de communication et transports

#### Routes
L'autoroute A75 (Paris-Béziers) passe à une dizaine de kilomètres à l'ouest de Brioude (accès nord sortie 20, le Puy-en-Velay (RN 102), accès sud sortie 22). Un aménagement en voie express est en cours de construction sur la RN 102 entre l'A75 et Brioude. La RN 102 se prolonge vers Le Puy-en-Velay et des routes départementales desservent Massiac (Cantal) et La Chaise-Dieu.

#### Transport ferroviaire
La gare de Brioude est sur la ligne ferroviaire de Saint-Germain-des-Fossés à Nîmes où circulent des trains TER Auvergne-Rhône-Alpes dans chaque sens entre Clermont-Ferrand, Arvant, Saint-Georges-d'Aurac et Le Puy-en-Velay ou Nîmes (ainsi que l'Intercités Le Cévenol reliant Clermont-Ferrand à Nîmes). Quelques trains permettent des correspondances avec la plupart des Intercités de la ligne de Paris à Clermont-Ferrand.

#### Transports aériens
Un aérodrome est situé à 2,5 km au nord sur la commune de Beaumont. Les aéroports les plus proches de Brioude sont ceux du Puy - Loudes à 50 km au sud et de Clermont-Ferrand Auvergne à 60 km au nord.

## Toponymie
Attestée sous la forme Brivate au VIe siècle.
En dialecte auvergnat, Brioude est transcrit en graphie occitane classique Briude [ˈbriwdə/ˈbrijde] et en norme bonnaudienne Bride. Ce nom est le résultat d'une longue évolution depuis le mot celte gaulois « briuati » (qui est muni d'un pont), celui-ci étant situé à Vieille-Brioude, au sud à 3 kilomètres. Ce terme nous rappelle donc que le franchissement de l'Allier dans cette région a été un défi pendant des siècles.

## Histoire
À proximité de l'aérodrome de Brioude-Beaumont un site de surface a livré de l'industrie pré-acheuléenne à l'âge estimé entre 80 000 et 5 000 ans.
Le nom de la ville ainsi que quelques faciès céramiques exhumés au sud du bourg confirmeraient l'origine laténienne de l'agglomération brivadoise. Toutefois, hors de l'archéologie, qui atteste une présence gallo-romaine certaine sur le site pour tout le Haut-Empire, les évocations historiques de la ville sont plus tardives.
Tout ce que l'on sait de Brioude pour les hautes époques est à rapporter à l'apparition du culte de saint Julien. Ce martyr fut décapité probablement sur place ou peut-être dans la proche localité de Vinzelles (Puy-de-Dôme, com. Bansat, cant. Sauxillanges) à l'occasion des persécutions de Dioclétien, dans les premières décennies du IVe siècle.
Le chroniqueur Grégoire de Tours, dans la Passion qu'il consacre à Julien et rédige vers 581-587, évoque la tradition selon laquelle le premier aménagement du tombeau du saint serait le fait d'aristocrates priscillianistes ibériques repentis ayant échappé aux condamnations du mouvement à Trèves par l'usurpateur Maxime. Au regard du reste du récit des origines du culte, le plus souvent fort évasif, ces détails sont trop précis pour ne pas avoir été collectés localement ou lus sur des écrits du temps qui ne nous sont pas parvenus.
Ensuite, l'hypothèse d'une élection de sépulture par Avitus, empereur romain d'Occident d'origine auvergnate, auprès du tombeau du martyr aurait pu contribuer de façon décisive à la renommée du sanctuaire en Gaule,,. Indépendamment de la publicité que connurent alors ces événements, il est à noter que cette inhumation ad sanctos, en relayant la mode italique, constituerait par ailleurs un précédent remarquable pour un homme d'État en Gaule.

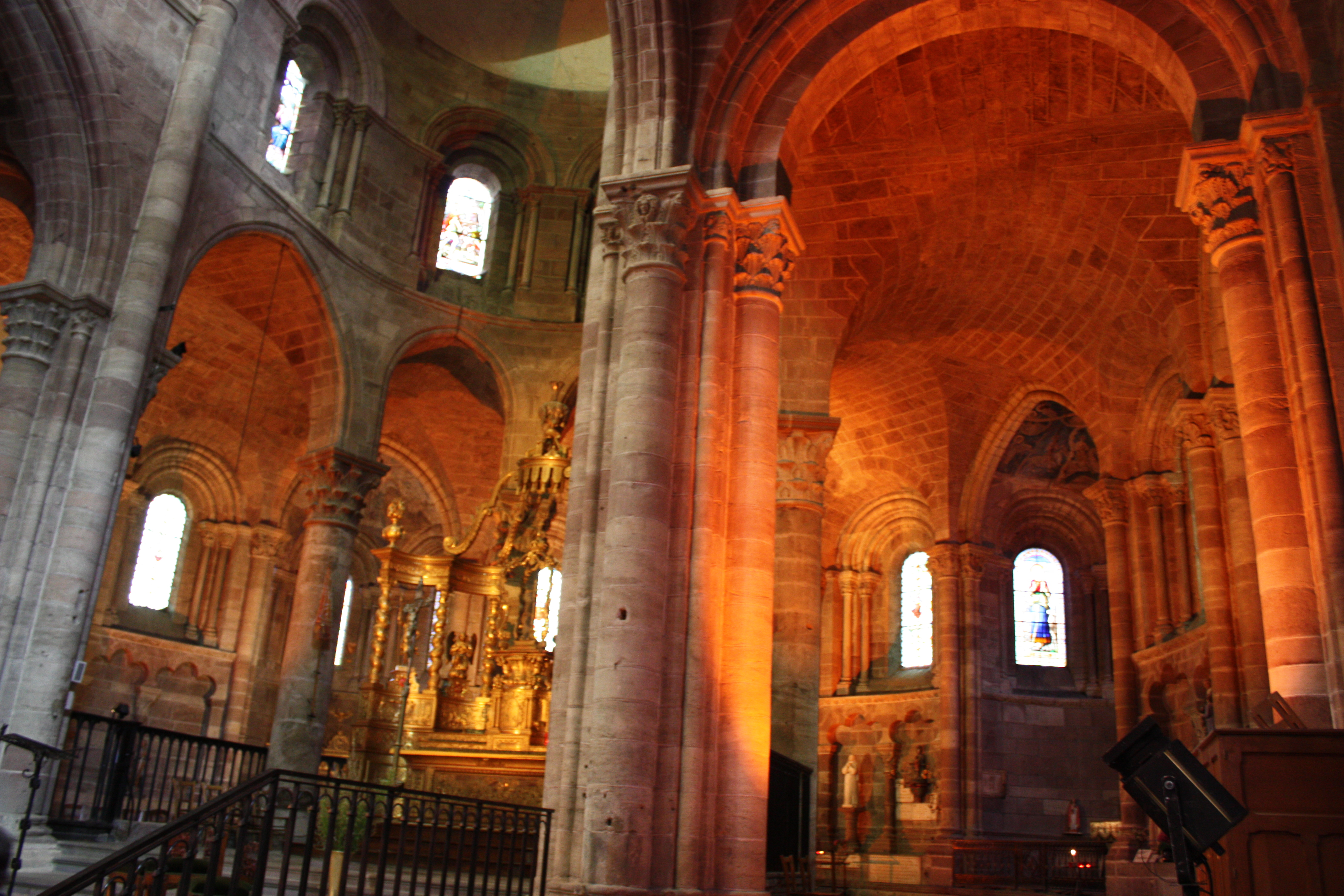
Basilique Saint-Julien : déambulatoire et sanctuaire.

### Au Moyen Âge
Au seuil du Moyen Âge, l'arrivée des chefs germaniques semble, paradoxalement, avoir renforcé de façon décisive l'importance du culte du martyr (on n'a en effet qu'une mention ponctuelle de razzia, de la part des Burgondes vers 472-474). Ainsi, le duc Victorius, Aquitain au service du roi wisigoth Euric, maître de l'Auvergne depuis 475, démonte les monuments antiques voisins pour l'aménagement de la basilique. Thierry, fils ainé de Clovis, lors de sa pacification de l'Auvergne, en conséquence d'un excès de zèle de ses éclaireurs, offrit un diplôme d'immunité au sanctuaire après 526, comme il l'avait fait peu auparavant au profit de Clermont, siège cathédral du pays. Dès lors, la protection vigilante mais discrète des intérêts de l'église de Saint-Julien par le distant pouvoir austrasien fut probablement un moyen efficace de ménager des fidélités au sein de l'aristocratie romaine locale. En retour et malgré le relatif silence des sources issues de Grégoire de Tours, le sanctuaire du martyr est une plate-forme entre le pouvoir royal et militaire franc avec le vieux monde juridique et institutionnel latin. En tout cas, l'importance surprenante des niveaux mérovingiens mis en évidence lors des récentes fouilles programmées et effectuées aux abords de la basilique (sous la direction de Bernadette Fizellier-Sauget puis de Fabrice Gauthier) confirme le dynamisme de ces lieux pour la période. Par ailleurs, le nombre, la variété et la répartition des émissions monétaires, triens et deniers d'argent frappés à Brioude, dont les trouvailles s'égrainent de l'actuelle Espagne aux îles Britanniques, sont encore un témoignage concret du rayonnement du lieu.

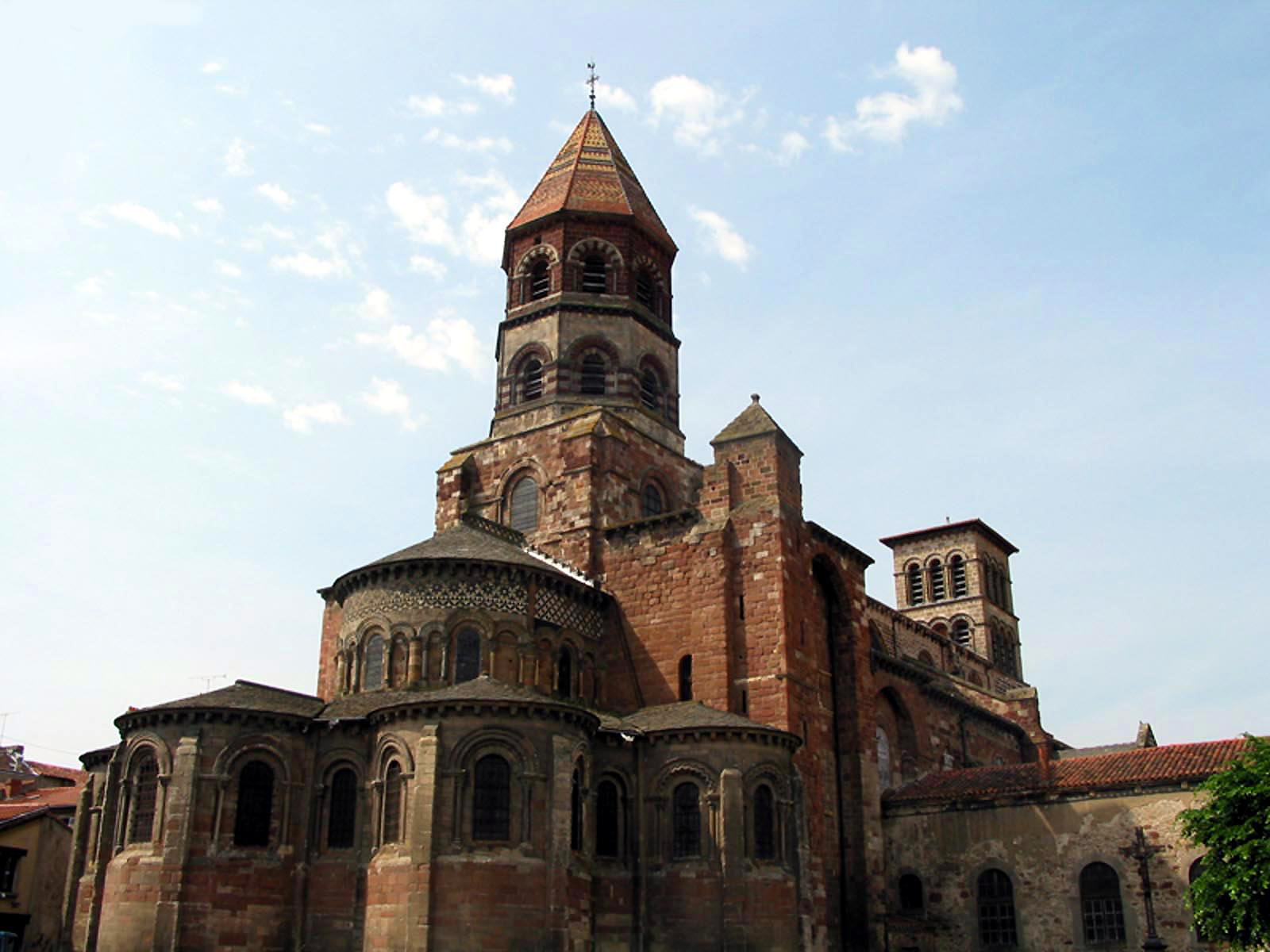
Chevet de la basilique Saint-Julien.

Cet équilibre mérovingien, fut peut-être remis un temps en question par l'hostilitas Francorum dont se font écho les Formulae Arvernenses dans le courant du VIIIe siècle, mais il se recompose vite au IXe siècle, l'âge carolingien.
Le Brivadois est sous les Carolingiens, l'un des cinq comtés secondaires de l'Auvergne, avec une viguerie particulière (les autres comtés sont Clermont, Turluron, Tallende, Carlat). Ce comté secondaire d'Auvergne est tenu par le Chapitre qui de ce fait est un chapitre noble, ses membres ont le titre de chanoine-comte de Brioude.
La basilique de Brioude, de Louis le Pieux à Charles le Chauve, fait l'objet de préceptes d'immunités réitérés. C'est probablement à cette époque que la communauté des desservants fut réformée en une collégiale canoniale selon les prescriptions de la regula d'Aix-la-Chapelle désormais en vigueur dans l'Empire.
Le chapitre demeure le moyen majeur du rapprochement du pouvoir franc avec l'ensemble des représentants des aristocraties locales : à la fois école, cour, chancellerie, il participe de l'« aquitanisation » décisive des lignages des consanguinei carolingiens en charge au sud de la Loire. Au premier des rangs de ceux-ci, les Guillelmides, et surtout son principal représentant Guillaume le Pieux, duc d'Aquitaine, véritable aboutissement du phénomène. Son abbatiat à la dite basilique de Brioude par « don royal » (dono regio) est alors le symbole de l'étendue de son autorité sur toutes les anciennes provinces romaines d'Aquitaine. De la Vita sancti Guillelmi au la Charroi de Nîmes, le dépôt des armes à l'autel de saint Julien à Brioude marquera désormais l'entrée symbolique en Aquitaine, le passage obligé par lequel le guerrier franc, qu'il soit un personnage historique, un fondateur héroïsé ou encore le premier modèle de sainteté guerrière, véritable « proto-chevalier », entamera sa quête.
Dans le sillage du moment ducal, la famille des Mercœur se distingue en Haut-Allier et à Brioude plus particulièrement, grâce à saint Odilon, ancien chanoine de Brioude mais surtout abbé de Cluny (994-1049), constructeur de la plus vaste église d'Occident et l'un des promoteurs de la Trêve de Dieu ainsi que de la fête des morts, célébrée au lendemain de la fête de la Toussaint. Les Mercœur fourniront jusqu'au XIVe siècle l'essentiel des doyens du chapitre et réclameront encore à la fin du XIIIe siècle des droits patrimoniaux sur les revenus attachés à cette dignité. Odilon est au XIe siècle le premier d'une série de saints dont le cursus s'initie dans les rangs canoniaux de Saint-Julien. Citons Robert de Turlande, fondateur du puissant ordre bénédictin de la Chaise-Dieu, mais préalablement trésorier du chapitre. Enfin saint Pierre de Chavanon, plus modeste fondateur de l'abbaye de Pébrac, fit aussi ses débuts dans la communauté. À l'issue du XIe siècle, lors du passage du pape Urbain II à Brioude, en route pour Clermont où il prêchera la première croisade, la seigneurie capitulaire semble alors être à son faîte.
Mais, à rebours des tendances générales, le XIIe siècle paraît ici beaucoup plus troublé qu'ailleurs. La documentation, très lacunaire, ne laisse transparaître que sentences arbitrales pontificales et royales réitératives au sujet de dissensions entre partis au sein du chapitre. Rixes entre chanoines dans le cloître, prise de la doyenné et sièges rompent définitivement les vieux équilibres. Malgré les débuts du chantier de la basilique, l'aura du culte de Julien pourrait en avoir été diminué. Il est aussi possible que la multiplication des ordres « concurrents » en pourtour du domaine capitulaire, en nourrissant des conflits d'intérêts, ait participé à cet amoindrissement lors du « second âge féodal ».
Sous Saint Louis plus particulièrement, l'autorité royale se réinstalle peu à peu en ville et donne systématiquement raison aux chanoines-comtes contre toutes tentatives d'organisation communale jusqu'à la fin de l'Ancien Régime. Et Brioude est bientôt promue par l'autorité royale « bonne ville » d'Auvergne.
Les premiers religieux de l'Ordre des Frères mineurs du Puy-en-Velay s'installent à Brioude en 1286, après le don d'une maison par Anne Fabret dans un faubourg des Olliers. La première pierre de l'église est posée par Pons de Polignac, en 1317. L'église est consacrée le 15 août 1421.
Le 13 septembre 1363, le sinistre capitaine des « routiers » Seguin de Badefol s'empare de la cité, qui devient « centre d'expéditions punitives » dans toute la région : « ...comme tuer gens, violer fames, pendre les personnes, arder (incendier) les villes, rober et piller tout le pays... » (Jean Froissart, Chroniques, 1370-1400). À la suite d'une convention signée le 21 mai 1364, le bandit consent à quitter les lieux.

### A l'époque Moderne
En 1532, le roi François Ier y est accueilli par une centaine de gentilshommes menés par le vicomte François-Armand de Polignac.
En 1618, Louis XIII autorise et règle le fonctionnement d'une société de tir à Brioude. Au mois de mai de chaque année, ses membres se réunissaient pour tirer, soit à l’arc, soit à l’arbalète (et plus tard au mousquet et à l’arquebuse) sur des papegays. Nommé roi de l’oiseau, le vainqueur jouissait pendant un an du droit de porter l’épée, était exempt de guet et recevait un prix de quinze livres.
Un couvent des Minimes est fondé le 14 juin 1608,. Un couvent de Capucins est fondé en 1619,. Ce couvent des Capucins est transféré en 1685 sur la butte Saint-Laurent. Un couvent de la Visitation est fondé en 1658. Le couvent des Capucins est détruit par un incendie en 1771. Il est reconstruit avec des bâtiments plus grands. Les ordres religieux sont dispersés en 1789.

### Les Templiers et les Hospitaliers
La place Saint-Jean. Emplacement d'une église disparue de l'ordre de Saint-Jean de Jérusalem dont les fondations furent mises au jour en 2012, objet de fouilles archéologiques puis recouvertes. Cette « maison du Temple de Sainte-Bonnette » dépendait à l'époque des Templiers de la commanderie du Chambon. Appelée également « l'Hôpital de Brioude », elle est devenue un membre de la commanderie de Montchamp au grand prieuré d'Auvergne, c'était également le principal domaine viticole de la commanderie avec des vignes à Paulhac et Puy-Fontaine.

## Politique et administration

### Découpage territorial
La commune de Brioude est membre de la communauté de communes Brioude Sud Auvergne, un établissement public de coopération intercommunale (EPCI) à fiscalité propre créé le 11 décembre 2018 dont le siège est à Brioude. Ce dernier est par ailleurs membre d'autres groupements intercommunaux.
Sur le plan administratif, elle est rattachée à l'arrondissement de Brioude, au département de la Haute-Loire, en tant que circonscription administrative de l'État, et à la région Auvergne-Rhône-Alpes.
Sur le plan électoral, elle dépend du canton de Brioude pour l'élection des conseillers départementaux, depuis le redécoupage cantonal de 2014 entré en vigueur en 2015, et de la deuxième circonscription de la Haute-Loire  pour les élections législatives, depuis le redécoupage électoral de 1986.

### Tendances politiques et résultats
Avec 73,75 % des voix au 2e tour de l'élection présidentielle à Brioude, Emmanuel Macron (En Marche!) arrive à la première place. Marine Le Pen (FN) se place en deuxième position avec 26,25 % des voix.
Emmanuel Macron (En Marche!) était également en tête dans la commune de Brioude après le 1er tour et avait reçu 27,56 % des suffrages.
Sur l'ensemble des votants, 6,43 % ont voté blanc et 2,71 % ont voté nul.
Les personnalités exerçant une fonction élective dont le mandat est en cours et en lien direct avec le territoire de la commune de Brioude sont les suivantes :
| Élection       | Territoire           | Titre                         | Nom                  | Début de mandat | Fin de mandat |
| -------------- | -------------------- | ----------------------------- | -------------------- | --------------- | ------------- |
| Municipales    | Brioude              | Maire                         | Jean-Jacques Faucher | 2014            | 2020          |
| Cantonales     | Brioude-Nord         | Conseiller général            | Jean-Noël Lheritier  | 27 mars 2011    | 2015          |
| Cantonales     | Brioude-Sud          | Conseiller général            | Philippe Vignancour  | 16 mars 2008    | 2015          |
| Législatives   | 2e circonscription   | Député                        | Jean-Pierre Vigier   | 10 juin 2012    | juin 2017     |
| Régionales     | Auvergne-Rhône-Alpes | Président du conseil régional | Laurent Wauquiez     | 4 janvier 2016  | 2021          |
| Présidentielle | France               | Président de la République    | Emmanuel Macron      | 14 mai 2017     | mai 2022      |

### Administration municipale
Le conseil municipal est élu pour six ans au suffrage universel, par tous les citoyens de la commune inscrits sur la liste électorale.
À Brioude, le conseil municipal est composé de 29 élus dont : membres de la majorité (le maire, adjoints au maire, conseillers municipaux délégués, conseillers municipaux) et conseillers municipaux de la minorité municipale.

### Élections municipales et communautaires

#### Élections de 2020
| Tête de liste | Tête de liste               | Suffrages | Pourcentage | CM | CC |
| ------------- | --------------------------- | --------- | ----------- | -- | -- |
|               | Jean-Luc Vachelard          | 1173      | 55,04 %     | 23 | 12 |
|               | Juliette Tilliard - Blondel | 958       | 44,95 %     | 6  | 3  |

Le conseil municipal de Brioude, commune de plus de 1 000 habitants, est élu au scrutin proportionnel de liste à deux tours (sans aucune modification possible de la liste), pour un mandat de six ans renouvelable. Compte tenu de la population communale, le nombre de sièges à pourvoir lors des élections municipales de 2020 est de 29. Les vingt-neuf conseillers municipaux sont élus au premier tour avec un taux de participation de 43,61 %, se répartissant en vingt-trois issus de la liste conduite par Jean-Luc Vachelard et six issus de celle de Juliette Tilliard - Blondel.
Jean-Luc Vachelard est élu nouveau maire de la commune le 26 mai 2020.
Les quinze sièges attribués à la commune au sein du conseil communautaire de la communauté de communes Brioude Sud Auvergne se répartissent en : liste de Jean-Luc Vachelard (12) et liste de Juliette Tilliard - Blondel (3).

### Liste des maires
| Période      | Période                       | Identité             | Étiquette | Qualité |
| ------------ | ----------------------------- | -------------------- | --------- | --- |
| avril 1944   | septembre 1944                | Joseph Jalenques     |           | Médecin |
| octobre 1944 | octobre 1947                  | Jean Pradin          | SFIO      | Contrôleur des PTT Conseiller général de Brioude (1945 → 1949) |
| octobre 1947 | juin 1964                     | Paul Chambriard      | DVD       | Industriel Sénateur de la Haute-Loire (1946 → 1959) Conseiller général de Brioude (1949 → 1964) Réélu en 1953 et 1959 Décédé en fonction                                                                                       |
| juin 1964    | mars 1971                     | Joseph Jalenques     | Ind.      | Médecin Réélu en 1965 |
| mars 1971    | mars 1983                     | Louis Eyraud         | PS        | Vétérinaire et professeur de lycée agricole Député européen (1981 → 1989) Député de la Haute-Loire (2e circ.) (1976 → 1978) Conseiller régional d'Auvergne [Quand ?] Conseiller général de Brioude (1973 → 1985) Réélu en 1977 |
| mars 1983    | mars 1989                     | Jean-Paul Chambriard | UDF-PR    | Chef d'entreprise Sénateur de la Haute-Loire (1983 → 1996) Conseiller général de Brioude-Nord (1985 → 1996) Réélu à la suite d'une élection municipale partielle                                                               |
| mars 1989    | juin 1995                     | Pierre Chambon       | PS        | Enseignant retraité, ancien résistant |
| juin 1995    | mai 2020                      | Jean-Jacques Faucher | DVD       | Chef d'entreprise Conseiller général de Brioude-Nord (1996 → 2004) Président de la CC Brioude Sud Auvergne (? → 2020) Réélu en 2001, 2008 et 2014                                                                              |
| mai 2020     | En cours (au 17 janvier 2023) | Jean-Luc Vachelard,  | DVD       | Directeur de lycée retraité Conseiller régional d'Auvergne-Rhône-Alpes (2021 → ) Président de la CC Brioude Sud Auvergne (2020 → )                                                                                             |

### Jumelages
| Brioude Cardigan Laufen Suzzara Moreira |

- Cardigan (Royaume-Uni) depuis 1972
- Laufen (Allemagne) depuis 1982
- Suzzara et Gonzaga (Italie) depuis 1995
- Moreira (Maia) (Portugal) depuis le 1er août 2007
- Trevelín (Argentine)

### Instances judiciaires et administratives
Brioude possédait un tribunal d'instance, boulevard Vercingétorix, mais il a disparu le 31 décembre 2009 dans le cadre de la réforme de la carte judiciaire de la loi Dati. Ses activités ont été regroupées avec le tribunal d'instance du Puy-en-Velay.
La ville de Brioude est le bureau centralisateur d'un canton depuis 2015.

## Population et société

### Démographie

#### Évolution démographique
L'évolution du nombre d'habitants est connue à travers les recensements de la population effectués dans la commune depuis 1793. Pour les communes de moins de 10 000 habitants, une enquête de recensement portant sur toute la population est réalisée tous les cinq ans, les populations de référence des années intermédiaires étant quant à elles estimées par interpolation ou extrapolation. Pour la commune, le premier recensement exhaustif entrant dans le cadre du nouveau dispositif a été réalisé en 2005.

En 2022, la commune comptait 6 523 habitants, en évolution de −2,9 % par rapport à 2016 (Haute-Loire : +0,36 %, France hors Mayotte : +2,11 %).
| 1793  | 1800  | 1806  | 1821  | 1831  | 1836  | 1841  | 1846  | 1851  |
| ----- | ----- | ----- | ----- | ----- | ----- | ----- | ----- | ----- |
| 4 983 | 5 386 | 5 486 | 5 132 | 5 099 | 5 247 | 4 940 | 4 962 | 4 804 |

| 1856  | 1861  | 1866  | 1872  | 1876  | 1881  | 1886  | 1891  | 1896  |
| ----- | ----- | ----- | ----- | ----- | ----- | ----- | ----- | ----- |
| 4 928 | 4 950 | 4 932 | 4 616 | 4 747 | 4 987 | 5 102 | 4 928 | 4 963 |

| 1901  | 1906  | 1911  | 1921  | 1926  | 1931  | 1936  | 1946  | 1954  |
| ----- | ----- | ----- | ----- | ----- | ----- | ----- | ----- | ----- |
| 4 841 | 4 865 | 4 903 | 4 754 | 5 104 | 5 113 | 5 039 | 5 623 | 5 687 |

| 1962  | 1968  | 1975  | 1982  | 1990  | 1999  | 2005  | 2006  | 2010  |
| ----- | ----- | ----- | ----- | ----- | ----- | ----- | ----- | ----- |
| 6 184 | 7 195 | 7 773 | 7 483 | 7 285 | 6 820 | 6 695 | 6 688 | 6 664 |

| 2015  | 2020  | 2022  | - | - | - | - | - | - |
| ----- | ----- | ----- | - | - | - | - | - | - |
| 6 743 | 6 537 | 6 523 | - | - | - | - | - | - |

#### Pyramide des âges
La population de la commune est relativement âgée.
En 2018, le taux de personnes d'un âge inférieur à 30 ans s'élève à 27,5 %, soit en dessous de la moyenne départementale (31 %). À l'inverse, le taux de personnes d'âge supérieur à 60 ans est de 38,7 % la même année, alors qu'il est de 31,1 % au niveau départemental.
En 2018, la commune comptait 3 065 hommes pour 3 616 femmes, soit un taux de 54,12 % de femmes, largement supérieur au taux départemental (50,87 %).
Les pyramides des âges de la commune et du département s'établissent comme suit.
| Hommes | Classe d’âge | Femmes |
| ------ | ------------ | ------ |
| 1,4    | 90 ou +      | 4,5    |
| 10,9   | 75-89 ans    | 16,6   |
| 21,0   | 60-74 ans    | 22,1   |
| 19,8   | 45-59 ans    | 19,5   |
| 15,1   | 30-44 ans    | 13,4   |
| 15,9   | 15-29 ans    | 11,4   |
| 15,9   | 0-14 ans     | 12,5   |

| Hommes | Classe d’âge | Femmes |
| ------ | ------------ | ------ |
| 0,9    | 90 ou +      | 2,5    |
| 8,4    | 75-89 ans    | 11,7   |
| 20,4   | 60-74 ans    | 20,5   |
| 21,3   | 45-59 ans    | 20,3   |
| 16,8   | 30-44 ans    | 16,3   |
| 15,2   | 15-29 ans    | 13,2   |
| 17     | 0-14 ans     | 15,6   |

### Enseignement
La commune de Brioude dépend de l'académie de Clermont-Ferrand (rectorat de Clermont-Ferrand) et les écoles primaires de la commune dépendent de l'Inspection académique de la Haute-Loire.
Pour le calendrier des vacances scolaires, Brioude est en zone A.
Sur la commune de Brioude, 12 établissements scolaires sont ouverts : 5 écoles, 2 collèges et 3 lycées.

### Manifestations culturelles et festivités
- La Fête patronale saint Julien, fin août.
- La Foire-exposition toutes les années paires le week-end de l'Ascension, avec la présence des villes jumelées.
- Les Décades de la peinture, festival d'art consacré aux arts graphiques et plastiques et à la scène artistique actuelle et émergente.
- Les différents marchés le samedi, dont celui aux asperges en novembre, et celui de Noël.
- La Biennale d'Aquarelle[68] (la 7e s'est tenue en juillet 2015). Depuis quelques années, Brioude s’impose comme la capitale de l’aquarelle. Tous les deux ans, des artistes envahissent la ville, colorent ses murs de leurs œuvres et partagent leur passion avec un public de plus en plus nombreux.
- Le festival des Chansons françaises, en été.
- Les concerts de musique classique organisés par les Amis de la Basilique.
- Les rencontres autour du Chocolat, en novembre.
- Brioude classic six days revival 2010, 19 septembre 2010, coupe d'Europe d'enduro rétro, finale du championnat de France d'enduro rétro[69].

#### Festival les Décades de la peinture

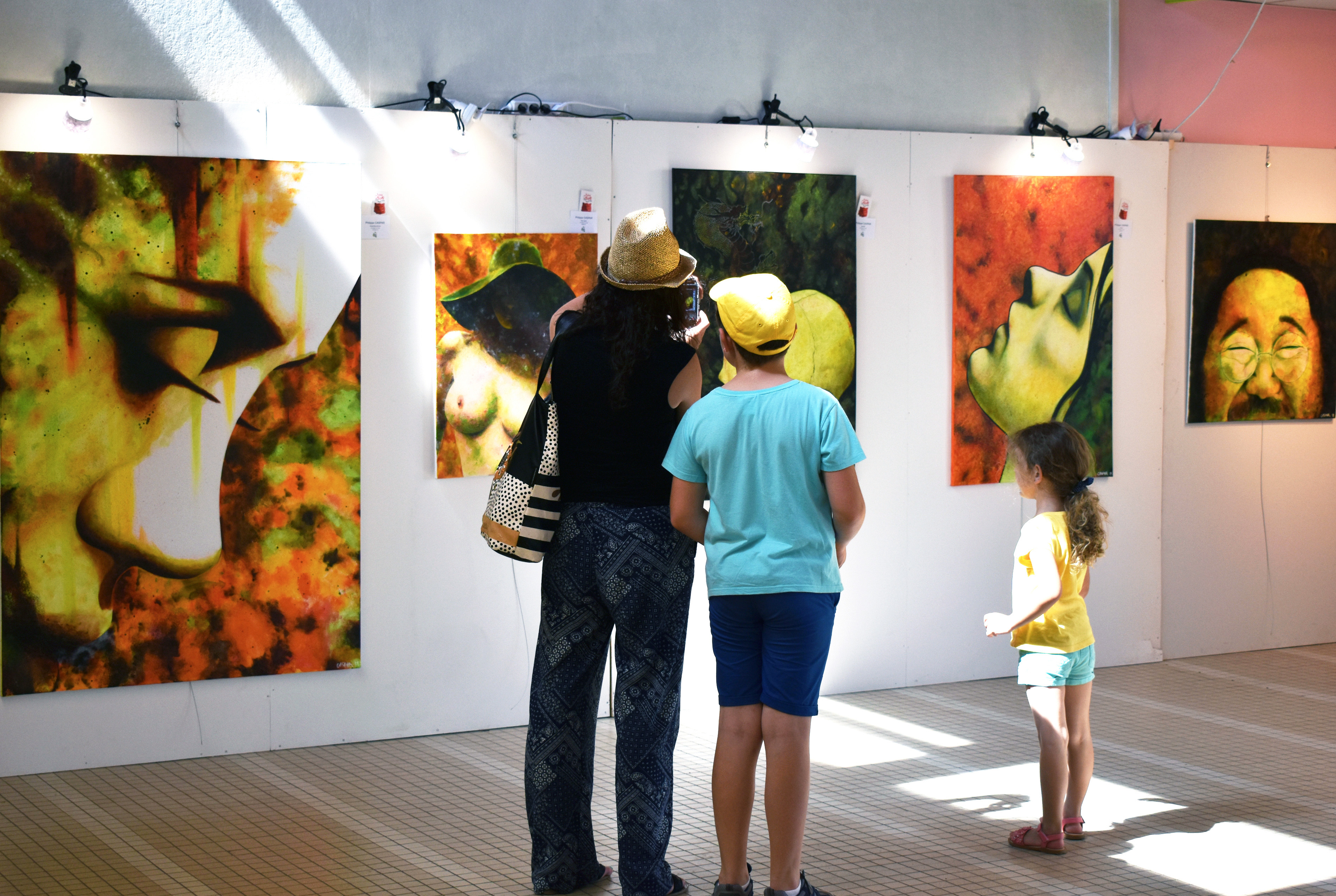
Les Décades de la peinture, édition 2019. Œuvres de Philippe Caspar.

Les Décades de la peinture est un festival annuel consacré aux artistes indépendants et émergents. Depuis 2018, il met en lumière chaque année au mois d'août une cinquantaine d'artistes venus de France et de l'international peu ou encore jamais vus représentant la scène artistique actuelle. Le festival s'articule autour d'une exposition d’œuvres graphiques et plastiques ouverte à tous les styles proposant au public une balade artistique hors des sentiers battus. Animations, démonstrations, performances artistiques, concerts et ateliers d'initiation à l'art créent un écrin autour de l'exposition pendant les dix jours de festival.
L'édition 2019 a attiré près de 4 000 visiteurs.

### Santé
Brioude abrite au nord de la ville un centre hospitalier assurant les urgences et de la chirurgie, et des résidences pour personnes âgées dépendantes : résidences Saint-Dominique (centre).
Le centre hospitalier de Brioude dispose de 224 lits et places dont :
- Médecine : 54
- Chirurgie : 40
- Moyen séjour : 40
- Long séjour : 20
- Hébergement : 20
- SSIAD : 50

### Sports
- Le SC Brioude est un club de rugby à XV Honneur régionale, figure emblématique du sport brivadois.
- L'US Brioude, en football, évoluant en division d'honneur régionale.
- Brioude fut la ville de départ de la 7e étape du Tour de France 2008, le 11 juillet. Elle fut ville d'arrivée de la 9e étape du Tour de France 2019, le 14 juillet.
- Le Motoclub de Brioude a été le premier organisateur français d'une course d'enduro motocycliste en 1972. Depuis de nombreuses épreuves ont eu lieu, championnats de France dont le dernier en 2008, championnats d'Europe et du Monde, le point d'orgue étant les ISDT (Internationaux de trials sur six jours) en 1980 auxquels 14 nations différentes ont participé.
- Le TT Brivadois (tennis de table).
- Le HBCB (HandBall Club Brivadois) est le club de handball de Brioude évoluant en prénationale.

### Médias
- Le quotidien La Montagne, édition de Haute-Loire, présent place Lafayette.
- L'hebdomadaire La Ruche, relate l'information du Brivadois tous les vendredis.
- Le site mon43.fr consacre une rubrique à la commune de Brioude où l'information locale est consultable gratuitement.
- l'Almanach de Brioude, publié chaque année depuis 1920 par la société savante éponyme contenant des monographiques sur Brioude et le Brivadois.

### Cultes

#### Lieux de culte
- La basilique Saint-Julien et l'église Notre-Dame de la Borie-Darles sont les deux seules églises de la ville[76]. L’église Saint-Julien a été élevée au rang de basilique par une décision du pape Pie XII le 26 avril 1957. La célébration officielle a eu lieu le 15 juin 1958, présidée par l'archevêque de Rouen, Joseph-Marie Martin (ancien évêque du Puy-en-Velay, élevé au cardinalat en 1965).
- Une messe en plein air est dite chaque année, à l'occasion de la fête patronale (le 28 août), près de la fontaine Saint-Julien[77], fontaine[78] dans laquelle les soldats romains lavèrent la tête de saint Julien après son martyre avant de la ramener à Vienne comme preuve de leur acte.

#### Liturgie catholique
On fête Julien le 28 août de chaque année, mais la procession n'a plus lieu. Saint Julien est présenté au public dans la crypte. Le reliquaire date du XIXe siècle.
Le passé liturgique de Brioude est connu. Plusieurs bréviaires remontant au XIVe siècle permettent de connaître les particularités liturgiques de l'ancienne collégiale. L'office divin était célébré par les chanoines dans le chœur entouré d'un jubé. Jusqu'au XVIIIe siècle, les offices rythmaient la journée. Les processions étaient effectuées autour dudit cloître, dans la collégiale, pour des offices solennels, mais aussi pour des offices particuliers (sur demande testamentaire par exemple).
Aujourd'hui la procession de la saint Julien n'existe plus ; il reste pourtant quelques objets qui gardent le souvenir de cette procession oubliée. L'effondrement des liturgies depuis Vatican II n'a pas plus fortifié l'identité liturgique de Saint-Julien. La liturgie forgée par les chanoines valorisait en effet un marqueur identitaire fort : cette liturgie était à la fois héritée de l'Aquitaine et du Velay. L'identité liturgique de Brioude a récemment été mise en valeur par deux études. La richesse historique des anciennes liturgies de Brioude reste inconnue et aucunement utilisée. À Brioude, on fêtait particulièrement le Saint-Sépulcre : une liturgie du 4 mars dédiée entièrement au tombeau du Christ. Les chanoines participaient spirituellement à la croisade. La chapelle Saint-Michel et les sculptures du chœur attestent également de cette dévotion brivadoise pour le Saint-Sépulcre.

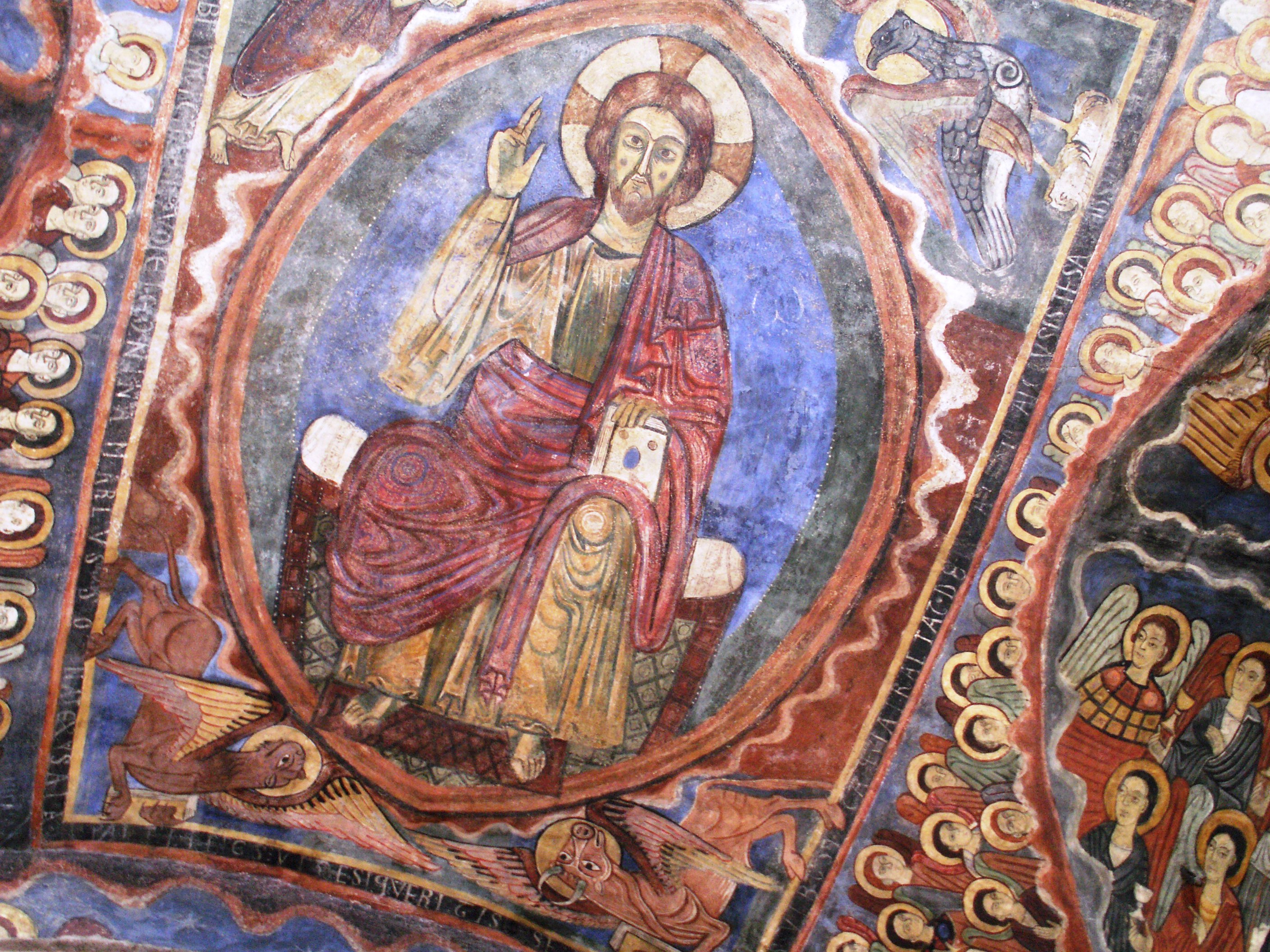
Christ de la chapelle Saint-Michel de Brioude.
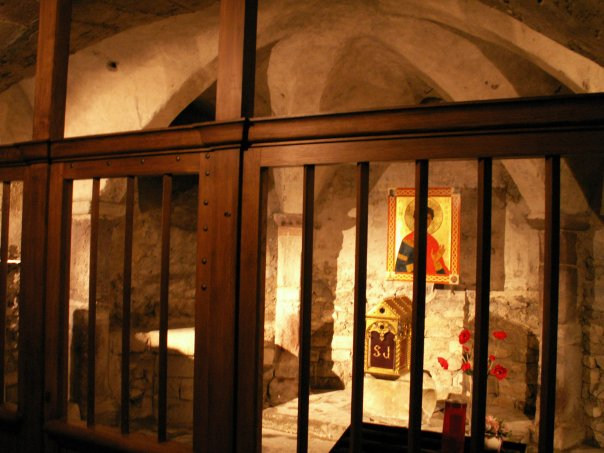
Crypte et reliques de saint Julien.

## Économie
Agriculture (céréales et élevage bovin surtout dans la région), agro-alimentaire, sous-traitance automobile, transformation du bois, construction, tourisme (notamment le tourisme halieutique pour la pêche à la mouche) et hôtellerie sont les principales activités économiques représentées.
Autrefois, Brioude était un haut lieu de la pêche au saumon. En raison de la pression accrue des activités humaines sur les écosystèmes halieutiques (pollution agricole, surpêche dans l'estuaire de Nantes, barrages infranchissables sur l'axe Loire Allier, rejet des eaux chaudes des quatre centrales thermonucléaires, etc.), celui-ci a pratiquement disparu depuis les années 1960. Sa pêche est maintenant interdite depuis 1994.
Brioude est un centre d'impulsion régional dans le domaine agricole. En effet, 12 % de la production de tournesol en Auvergne est issue des environs de Brioude.
Brioude est le siège de la Chambre de commerce et d'industrie de Brioude.

### Zones artisanales
- Le Reclus (rue Émile-Barbet)
- La Gare
- Le Poteau Moderne (rue Guynemer)
- Saint-Ferréol (avenue d'Auvergne)
- Lous Venioux
- Saint-Ferréol/Le Breuil
- Les Chauds Basses (Largelier)
- La Croix Saint-Isidore (Est- route d'Aurillac)

### Emploi, salaires et chômage
En 2009, la population âgée de 15 à 64 ans s’élevait à 3 902 personnes, parmi lesquelles on comptait 72,1 % d’actifs dont 61,9 % ayant un emploi et 10,2 % de chômeurs.
On comptait 5 069 emplois dans la zone d’emploi (dont 4 457 salariés). Le nombre d’actifs ayant un emploi résidant dans la zone étant de 2 439, l'indicateur de concentration d'emploi est de 207,9 %, ce qui signifie que la commune offre deux emplois par habitant actif.
|                    | Agriculteurs exploitants | Artisans, commerçants, chefs d’entreprise | Cadres et professions intellectuelles supérieures | Professions intermédiaires | Employés | Ouvriers | Ensemble |
| ------------------ | ------------------------ | ----------------------------------------- | ------------------------------------------------- | -------------------------- | -------- | -------- | -------- |
| Population active  | 16                       | 237                                       | 273                                               | 527                        | 856      | 929      | 2 846    |
| Actifs avec emploi | 16                       | 209                                       | 257                                               | 503                        | 744      | 756      | 2 485    |
| Nombre d’emplois   | 36                       | 426                                       | 438                                               | 1 107                      | 1 595    | 1 391    | 4 992    |

2 080 des 2 436 personnes âgées de 15 ans ou plus (soit 85,4 %) sont des salariés, parmi lesquels 70,7 % sont titulaires de la fonction publique et contrats à durée indéterminée, 8,1 % des contrats à durée déterminée ; parmi les non-salariés, on recensait 7,45 % d'indépendants et 6,6 % d'employeurs. Près des deux tiers des actifs travaillent dans la commune de résidence.
Le salaire net horaire moyen (en euros) s'élève à 11,10 €, il est maximal pour les cadres (19 €) et minimal pour les ouvriers non qualifiés (8,50 €).
Le chômage (au sens du recensement) des 15-64 ans s’élevait en 2009 à 14,2 %. Au 31 décembre 2011, on comptait 567 demandeurs d'emploi de catégorie ABC dont 313 de catégorie A.

### Entreprises et établissements
Au 31 décembre 2010, Brioude comptait 844 établissements actifs (3 602 postes salariés) : 28 dans l’agriculture-sylviculture-pêche, 70 dans l'industrie, 58 dans la construction, 535 dans le commerce-transports-services divers et 153 étaient relatifs au secteur administratif. 16 entreprises avaient plus de 50 salariés,.
En 2011, 50 entreprises ont été créées à Brioude ; parmi celles-ci, 32 sont individuelles dont 19 auto-entrepreneurs, ce qui représente au total 50 entreprises. 45 % des entreprises ont été créées avant 2001.
| Secteur d’activité                                                      | Entreprises | Entreprises   | Entreprises | Établissements | Établissements |
| Secteur d’activité                                                      | Créations   | individuelles | Nombre      | Créations      | Nombre         |
| ----------------------------------------------------------------------- | ----------- | ------------- | ----------- | -------------- | -------------- |
| Industrie                                                               | 3           | 2             | 47          | 4              | 67             |
| Construction                                                            | 8           | 6             | 44          | 8              | 49             |
| Commerce, transports et services divers                                 | 34          | 19            | 330         | 49             | 429            |
| Administration publique, enseignement, santé et action sociale          | 5           | 5             | 84          | 7              | 94             |
| Ensemble                                                                | 50          | 32            | 505         | 68             | 639            |
| Source : Insee, Répertoire des entreprises et des établissements SIRENE |             |               |             |                |                |

#### Secteur primaire
L'activité primaire est fortement représentée à travers l'agriculture autour de Brioude mais aussi les entreprises de bois : Trans Bois Sarl, Bois Industriel, Rouvet, etc.
Depuis peu se développe aussi une activité tertiaire autour des NTIC (services informatiques, référencement internet, etc.).

### Grandes entreprises
Brioude abrite le siège social de trois grandes entreprises (chiffre d'affaires supérieur à 10 M€) :
- Snop Financère Dunois : société d'emboutissage, détenue par le groupe familial Pinaire (5 500 employés dans le monde)[83] ;
- Defimode : réseau de magasins sous l'enseigne Nov'Mod[84]. 292 personnes employées dans 69 établissements fin 2017. Filiale déficitaire du groupe Vivarte ;
- Copagno, coopérative des producteurs d'ovins[85],
- Richemont, usine de fromage Raclette[86].

## Culture et patrimoine

### Lieux et monuments

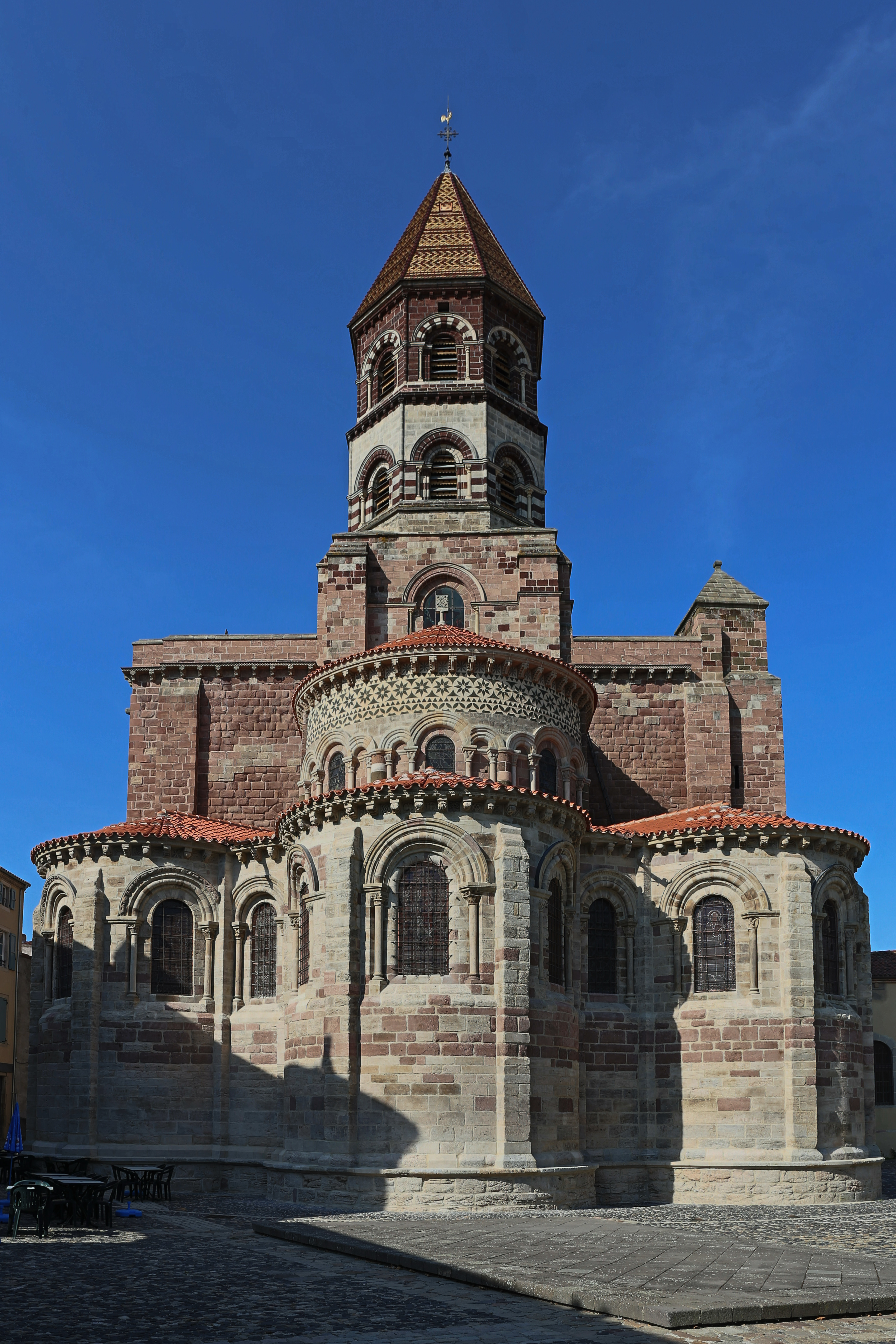
Basilique.

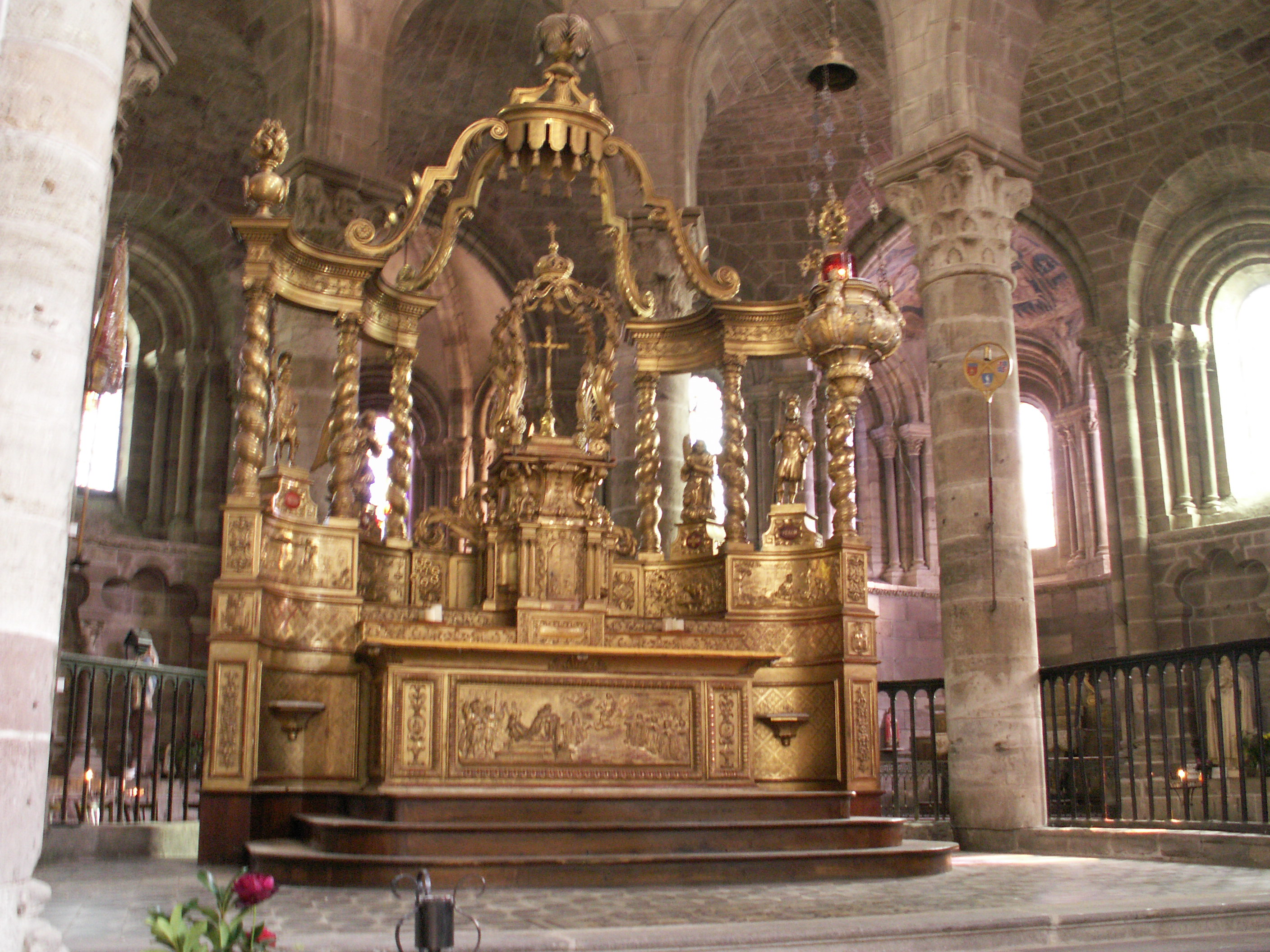
Maître autel de la basilique.

- La basilique Saint-Julien avec 74 mètres de longueur, est la plus grande église romane d'Auvergne. Construite entre le XIIe et le XIVe siècle, elle est remarquable par ses fresques polychromes et son pavage de galets aux motifs géométriques ou ornementaux (rosaces, fleurs de lys…). Deux vitraux de la basilique ont été réalisés par François Baron-Renouard en 1983. De nouveaux vitraux ont été réalisés par le père Kim En Joong en 2007/2008 ; trente-six vitraux contemporains ont ainsi vu le jour, un des plus grands chantiers dans ce domaine de ce début de XXIe siècle en Europe. Ce programme vient compléter l'ensemble de vitraux datant du XIXe siècle, dont l'un manque aujourd'hui. il était situé dans la lanterne et figurait la gloire de saint Julien. Il a été remplacé par un vitrail contemporain. L'édifice lui-même est composé d'une nef à collatéraux, composée de cinq travées et d'une avant-nef. Le transept non saillant possède des tribunes de chœur. En guise de second transept, les porches accrochés aux murs collatéraux de la deuxième travée sont aussi surmontés de tribunes absidées. Le rond-point du chœur est entouré d'un déambulatoire à 5 chapelles rayonnantes. Environ 500 chapiteaux sont sculptés. Cet édifice roman bouleversé par des formes gothiques n'entre pas totalement dans le cadre de l'architecture romane utilisée pour les grands édifices d'Auvergne. Proche du Velay, Saint-Julien de Brioude présente de nombreuses solutions architecturales propres à ce petit diocèse encore mal connu du point de vue de ses réseaux culturels[87].
- L'Hôtel de la Dentelle présente différents modèles de dentelles anciennes et contemporaines ainsi que du matériel servant à la confectionner. Quatre des Meilleures Ouvrières de France y animent des cours et assurent la pérennité de la dentelle dite « de Cluny » en créant des modèles contemporains remarquables. L'ensemble des techniques mises en œuvre dans la création et la réalisation de ces nouveaux modèles constitue « le Cluny de Brioude ».
- La Maison du Saumon et de la Rivière est un musée-aquarium pédagogique, situé non loin des frayères du haut Allier jusqu'où remonte le saumon atlantique Salmo salar, après 800 km de nage en eau douce ; menacé de disparition, il est protégé depuis quelques années, sa pêche rigoureusement contrôlée et sa migration facilitée par des passes à saumons le long des barrages de l'Allier, si bien que sa présence dans la région est actuellement en légère augmentation. Le musée présente aussi l'écosystème de la rivière et les activités liées dans le passé à l'Allier (batellerie, moulins, etc.).
- La Maison de Mandrin, située rue du 4-Septembre, est une demeure gothique du XVe ou XVIe siècle. Bien que Mandrin n'y ait jamais vécu, il était venu y « vendre » du tabac au responsable de l’entrepôt qui en serait mort un peu plus tard[88]. On doit la restauration de la salle du rez-de-chaussée ainsi que la fresque « Ici sévit Mandrin » à l'extérieur au plasticien Yves Morvan[89].
- Maison du Doyenné ( Inscrit MH (2003) et  Classé MH (1956)), dans laquelle se trouve Le Doyenné, espace d'art moderne et contemporain[90].

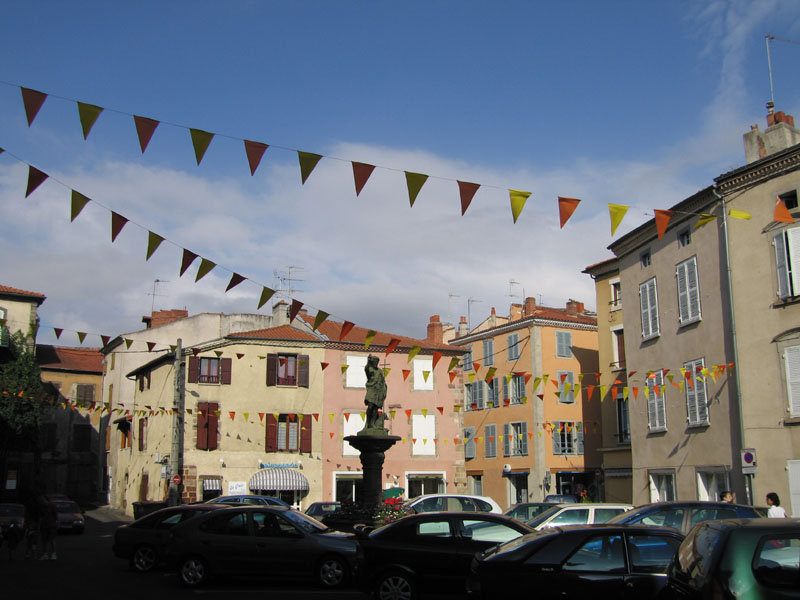
Place Saint-Jean.
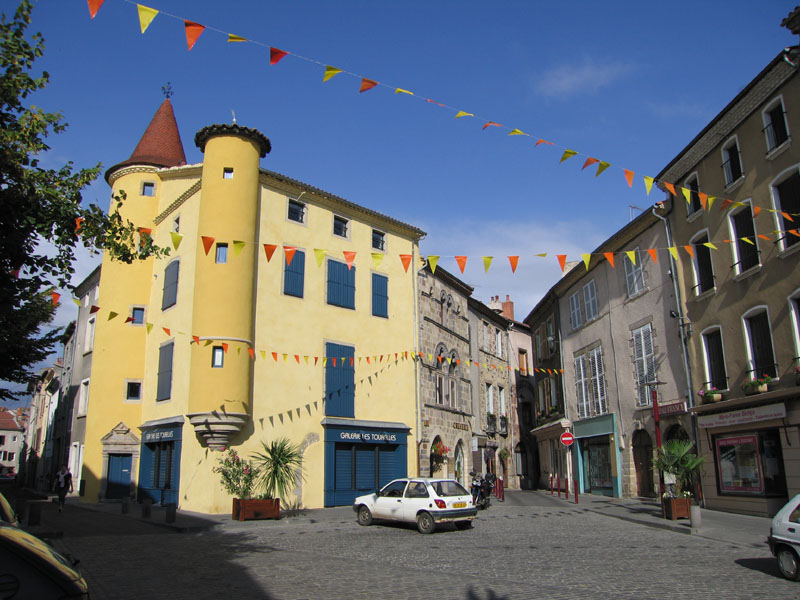
En ville.
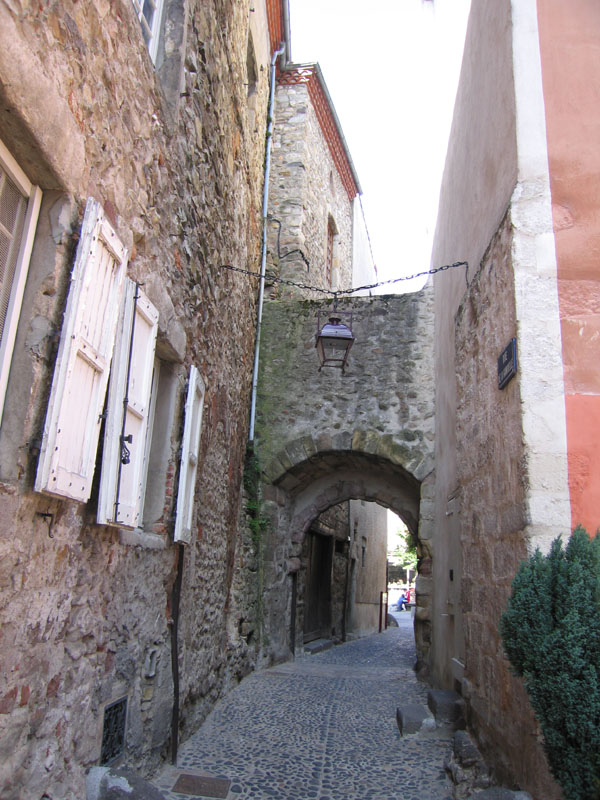
Ruelle.
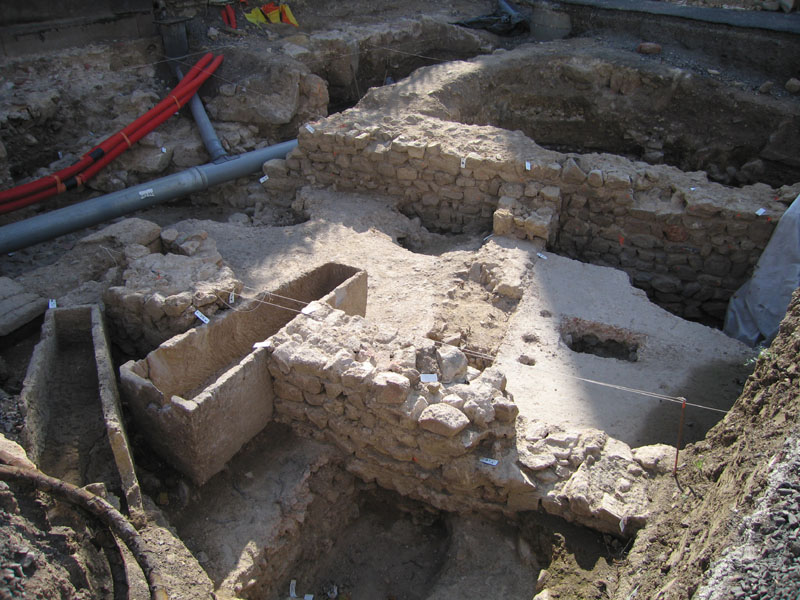
Fouilles place Grégoire-de-Tours.
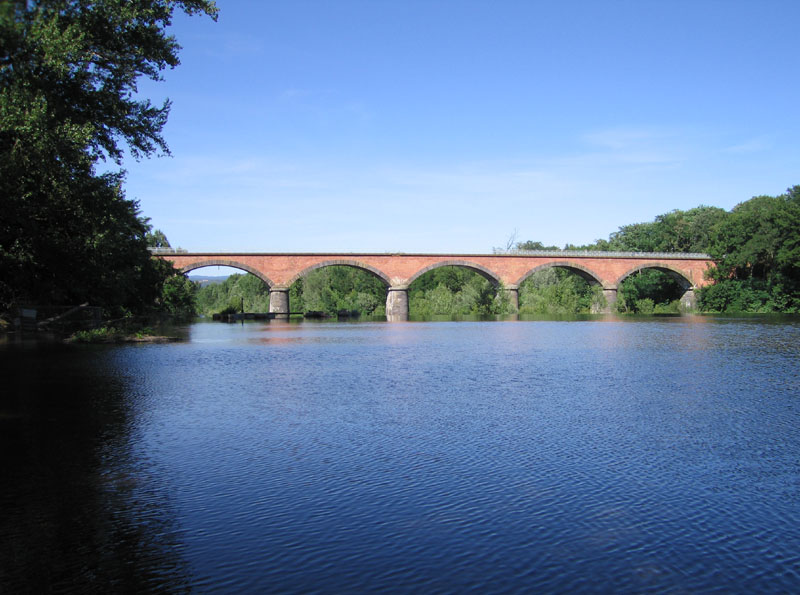
Pont sur l'Allier.

### Prieuré fontevriste

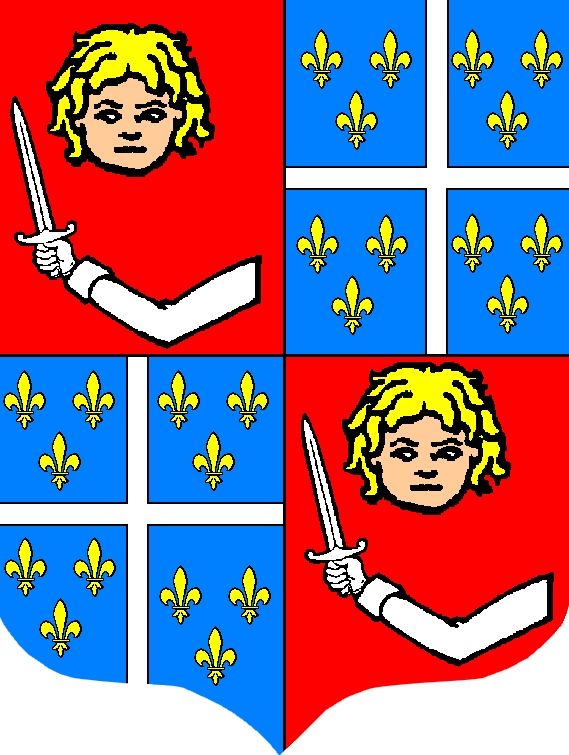
Armoiries des Chanoines Comtes

La fondation de ce  monastère est due à la générosité de Pierre Bon de Ribeyre, conseiller du roi, président de l’élection Brivadoise, qui a deux filles religieuses fontevristes.
Un accord avec les Chanoines-Comtes de Brioude, mettant à la disposition des religieuses fontevristes contre la somme de 9 000 livres. La Comtalia ou Palais en fort mauvais état mais spacieux situé près de l’église paroissiale Notre-Dame à l’emplacement de la mairie actuelle fut le facteur déclenchant de l’installation des religieuses fontevristes dans la Ville.
Les travaux commencés en  mai 1637, et qui coûtèrent 34 000 livres, durèrent deux ans mais ils permirent aux sœurs de disposer d’un grand monastère unissant les avantages de la ville à ceux de la campagne.
Françoise de Frétat, l’une des filles de Pierre Bon de Ribeyre, qui portait en religion le nom de sa mère, fut installée comme première prieure par l’abbesse Jeanne-Baptiste de Bourbon.
On lit dans l'ouvrage Le diocèse du Puy-en-Velay des origines à nos jours Par Pierre Cubizolles, que les débuts de la Révolution française 1792 virent disperser les religieuses fontevristes de Saint-Joseph.
Le calme revenu avec l'Empire, en 1805, le couvent fontevriste de Saint-Joseph fut rétabli rue la Monnaie.
Autre étape importante, en 1826-1827, ce couvent fut transporté place du Vallat dans l’ancienne propriété des Montbrizet. La chapelle y fut consacrée en 1842. Ce furent là les derniers feux du prieuré fontevriste puisqu'après 1904, la pénurie de vocations entraîna la fermeture du prieuré. Les anciens Brivadois appellent encore  l’ensemble des bâtiments du Vallat et de la rue des Olliers « Fontevrault ».
Après 1905 et la séparation de l’Église et de l’État, deux professes de Brioude gagnèrent Chemillé-en-Anjou (49120). Puis à la fermeture de ce dernier prieuré, les moniales s’établirent en 1956 à la Barre, commune de Martigné-Briand (49540) auprès des bénédictines missionnaires de Vanves. Il n’y eut plus alors de religieuses fontevristes.

### Parcs
- La Visitation (entrée rond-point de Paris).
- Esplanades de Verdun et Pierre-Mamet (remparts).
- Sentier des 2 Ponts et plage de la Bageasse le long de l'Allier.

### Films tournés à Brioude
- En 2005, Papa, un long métrage avec Alain Chabat avec des scènes dans un hôtel et une rue de Brioude[94].
- En 2007, 664 km, un moyen-métrage d'Arnaud Bigeard avec des scènes d'une station-service abandonnée[95].

### Personnalités liées à la commune
- Saint Julien de Brioude, Romain converti au christianisme, martyr en 304.
- Guillaume Le Pieux (875-918), fut marquis de Gothie, duc d'Aquitaine, comte d'Auvergne, de Bourges, de Mâcon, du Limousin et de Lyon et abbé laïque de Saint-Julien. Inhumé à Brioude.
- Maison de Sarrazin, qui a donné 15 chanoines comtes de Brioude, entre 1200 et 1280 notamment.
- Louis Mandrin (1725-1755), brigand, a fait à Brioude un passage remarqué en 1754, obligeant le directeur de la ferme générale à acheter à prix fort du tabac de contrebande, déshonorant ainsi ce notable peu apprécié, qui meurt huit jours après des suites de son émotion[96].
- Jean-Baptiste Grenier, (né le 21 avril 1753 à Brioude - mort le 26 mars 1838 dans la même ville), avocat et homme politique pendant la période de la Révolution.
- Jean Grenier, né le 16 septembre 1753 à Brioude et mort le 30 janvier 1841 à Riom, magistrat et homme politique.
- Jean-Baptiste Jacopin (1755-1811), général des armées de la République et de l'Empire.
- Julien Léonard Vauzelles (1757 à Brioude - 1831 à Paris) homme politique.
- Anne-Louise de Domangeville (1762-1799), comtesse de Sérilly, échappa de peu à la guillotine.
- Jean d'Auzat Bertier (1765-1841), pionnier de l'extraction de l'antimoine, né et mort sur la commune.
- Jean-Baptiste Julien Borel-Vernières (1765-1827), homme politique, député de la Haute-Loire au Conseil des Cinq-Cents.
- Pierre-Michel Nempde-Dupoyet (1775-1833), général des armées de la République et de l'Empire, né à Brioude et mort à Paris[97].
- Claude Nozerine (1804-1878), artiste-peintre né à Brioude.
- Amédée Martinon de Saint-Ferréol (1810-1904), maire de Brioude, député de la Haute-Loire.
- Pierre Joseph Aimé Pissis (1812-1889), géologue né à Brioude.
- François Maigne (1814-1895), homme politique né à Brioude, député de la Haute-Loire.
- Julien Maigne (1816-1893), homme politique né à Brioude, député de la Haute-Loire.
- Clément Allemand (1826-1900), homme politique, sénateur de la Haute-Loire.
- Edmond Guyot-Dessaigne (1833-1907), fut député du Puy-de-Dôme et plusieurs fois ministre.
- Antoine-Léonce Guyot-Montpayroux (1839-1884), frère cadet du précédent, député de la Haute-Loire à la fin du Second Empire et au début de la IIIe République, termina son existence dans une maison de santé à Ivry-sur-Seine.
- Emmanuel Chatillon (1843-1919), industriel originaire de Brioude, qui inventa et fit breveter le procédé de traitement de l’antimoine par « grillage volatilisant » et développa l'extraction de ce métal le long de la vallée de la Sianne[98].
- Louis de Cazenave (1897-2008), l'un des derniers poilus de la Première Guerre mondiale, a passé la fin de sa vie dans sa maison de Brioude.
- Pierre Vincent (1964-), né à Brioude, basketteur.
- Hélène Rey (1970-), née à Brioude, économiste spécialisée en macroéconomie internationale, professeur à la London Business School.
- Pierre Vigouroux (1983-), né à Brioude, rugbyman.
- Romain Bardet (1990-), né à Brioude, coureur cycliste français, professionnel depuis 2012 et membre de l'équipe AG2R La Mondiale depuis cette même année puis de l'équipe DSM (ex-Sunweb) à compter de la saison 2021[99], meilleur français du Tour de France 2013, 2015 (9e), 2016 (2e derrière Christopher Froome), 2017 (3e) et 2018 (6e).
- Jessy Trémoulière (1992-), internationale de rugby à XV et à sept. C'est au lycée de Brioude-Bonnefont qu'elle découvre le rugby en 2008[100]. Élue meilleure joueuse du monde 2018[101].
- Amaury Pierron (1996-) : coureur cycliste spécialiste de VTT Descente, vainqueur de la coupe du monde de 2018.

### Héraldique
|  | « De gueules à la ruche d'or accompagnée de six abeilles du même, au chef cousu de France. » |

|  | Dans La France illustrée, 1882, de Malte-Brun on trouve : - « D'or, à deux clefs adossées de sable, accompagnées en chef d'une fleur de lis du même. », ainsi dans d'Hozier (Auvergne, p. 330). - « Parti, le 1er d'azur, à trois fleurs de lis d'or ; le 2e d'azur, à la lettre capitale B couronnée d'or. », ainsi dans Pierre de La Planche, La Description des provinces et des villes de France, 1669 (manuscrit à la Bibliothèque du Musée Condé de Chantilly). |